# چشم‌گرد
چشم‌گِرد یا لوریس (نام علمی: Lorisinae) نام یک زیرخانواده از تیره چشم‌گردان است.